# Balta granulosa
Balta granulosa är en kackerlacksart som först beskrevs av Hanitsch 1933.  Balta granulosa ingår i släktet Balta och familjen småkackerlackor. Inga underarter finns listade.